# Autorizzazione a montare
L'autorizzazione a montare, anche nota come patente, è un certificato che attesta il livello raggiunto da un cavaliere e che disciplina il suo accesso ai concorsi di equitazione.
In Italia le patenti riconosciute dal CONI sono rilasciati dalla FISE tramite i circoli affiliati.

## Tipologie di patenti rilasciate dalla FISE
A seconda delle abilità che attestano e, per alcune, dei passi necessari per acquisirle, le patenti si suddividono in:
- non agonistiche, non permettono l'accesso all'attività agonistica e sono nella maggior parte dei casi assimilabili ad una assicurazione; per ottenerle è sufficiente farne richiesta
- discipline olimpiche, permettono l'accesso all'attività agonistica legata alle discipline olimpiche; il primo passo è il cosiddetto "brevetto"; patenti di grado più elevato sono conseguibili sulla base dei risultati sportivi ottenuti
- discipline non olimpiche, per ottenere le patenti agonistiche di queste specialità (esempio: volteggio, endurance, etc.) si segue un percorso analogo a quello per le discipline olimpiche, legato alla attività scelta

Le regole specifiche riguardanti la FISE sono indicate nella cosiddetta "Disciplina delle autorizzazioni a montare", periodicamente aggiornata e disponibile sul sito della Federazione